# Longueil
Longueil – miejscowość i gmina we Francji, w regionie Normandia, w departamencie Sekwana Nadmorska.
Według danych na rok 1990 gminę zamieszkiwało 516 osób, a gęstość zaludnienia wynosiła 44 osoby/km² (wśród 1421 gmin Górnej Normandii Longueil plasuje się na 443. miejscu pod względem liczby ludności, natomiast pod względem powierzchni na miejscu 257.).